# Xã Franklin, Quận Tuscarawas, Ohio
Xã Franklin (tiếng Anh: Franklin Township) là một xã thuộc quận Tuscarawas, tiểu bang Ohio, Hoa Kỳ. Năm 2010, dân số của xã này là 4.698 người.